# 費奧多爾·秋切夫

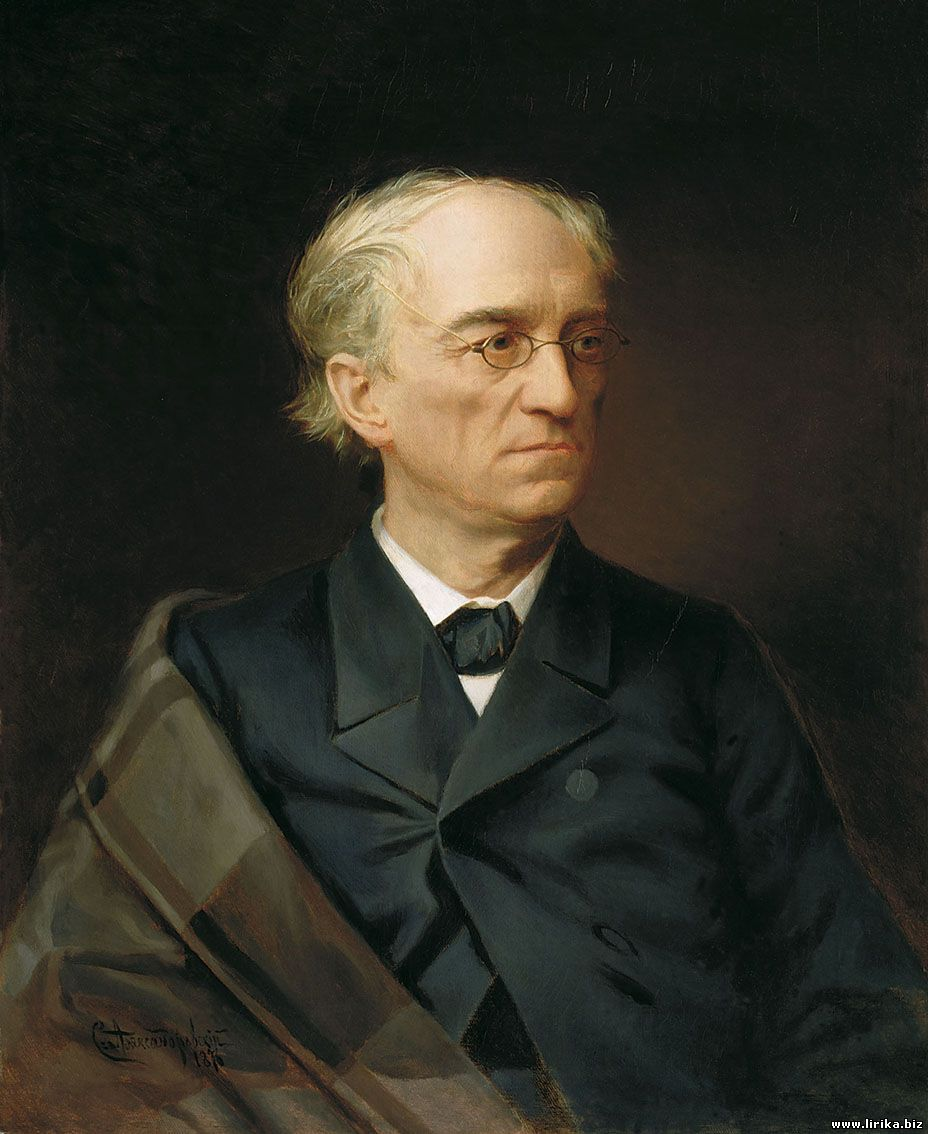
費奧多爾·秋切夫

费奥多尔·伊万诺维奇·秋切夫（俄语：Фёдор Иванович Тютчев，羅馬化：Fyodor Ivanovich Tyutchev，國際音標：[ˈfʲɵdər ɪˈvanəvʲɪt͡ɕ ˈtʲʉt͡ɕːɪf]；1803年12月5日布良斯克—1873年7月27日圣彼得堡），俄罗斯诗人，与亚历山大·普希金和米哈伊尔·莱蒙托夫并称为俄罗斯最伟大的三位浪漫诗人。